# 5-Headed Shark Attack
5-Headed Shark Attack ist ein US-amerikanischer Tierhorrorfilm von Nico De Leon aus dem Jahr 2017. Er ist die Fortsetzung der beiden Filme 2-Headed Shark Attack und 3-Headed Shark Attack. Wie seine Vorgänger stammt er von der Produktionsfirma The Asylum.

## Handlung
Vor der Küste von Puerto Rico treibt ein mysteriöser Hai sein Unwesen. Der Hai hat vier Köpfe vorne und einen weiteren Kopf an der Schwanzflosse, der ihm im Verlauf des Films wächst. Als sich die Todesfälle häufen, wittert Aquariumbesitzer Thaddeus Marshall seine Chance, viel Geld zu verdienen, und beschließt mit seinem Team, zu dem auch Meeresbiologin Dr. Angie Yost gehört, Jagd auf den Hai zu machen. Sein Team lässt er jedoch im Unwissen um seine raffgierigen Motive.
Nachdem der erste Jagdversuch scheitert, mietet er das Boot des Haudegens Red, um einen letzten verzweifelten Versuch zu starten. Mit Delfin-Geräuschen soll der Hai angelockt werden. Doch alle Versuche, den Hai einzufangen, scheitern, und schließlich beschließt das Team, den Hai zu töten, zumal der Hai zwischenzeitlich einen Surf-Wettbewerb gestört hat und viele Todesopfer hinterließ. Auch einen Buckelwal tötet das Tier.
Nachdem sie zunächst versehentlich einen harmlosen weißen Hai getötet haben, kehrt der fünfköpfige Hai zurück und macht Jagd auf das Fischerboot. Marshall versucht, die Situation zu retten, stirbt aber. Selbst ein Helikopter kann die Insassen des Bootes nicht retten, der Hai zerstört den Helikopter. Zwar fallen die Wrackteile auf den Hai und machen ihn bewegungsunfähig, doch er kann sich nach kurzer Zeit befreien. Letztlich gelingt es Red in einem selbstmörderischen Akt, den Hai zu töten. Die Überlebenden, zu denen auch Red gehört, feiern ihren Sieg.

## Hintergrund
Bei dem Film von der Produktionsfirma The Asylum handelt es sich um den dritten Teil einer Reihe um mehrköpfige Haie, die 2012 mit 2-Headed Shark Attack begann und 2015 mit 3-Headed Shark Attack fortgesetzt wurde. Wie bei seinen Vorgänger handelt es sich um einen B-Film.
Der Film hatte seine Premiere am 30. Juli 2017 auf dem Sender Syfy. In Deutschland wurde der Film erstmals am 28. September 2017 über den Pay-TV-Sender Syfy HD ausgestrahlt. Eine DVD- und Blu-ray-Fassung mit einer FSK-Freigabe ab 16 Jahren erschien am 27. Oktober 2017.